# Max Samper
Max Samper, né le 29 juin 1938,  est un footballeur français. Il évolue au poste de milieu de terrain et possède une sélection en équipe de France olympique.

## Biographie
Max Samper fait partie de l'équipe de France olympique de football qui participe aux Jeux olympiques d'été de 1960. Il joue un seul match, contre la sélection indienne.
Il devient ensuite entraîneur du Vélo Sport chartrain de 1969 à 1973 et fait monter le club en Division 3 en 1971.

## Statistiques
| Saison                | Club                  | Championnat           | Championnat | Championnat | Coupe(s) nationale(s) | Coupe(s) nationale(s) | Total | Total |
| Saison                | Club                  | Division              | M.          | B.          | M.                    | B.                    | M.    | B.    |
| 1957-1958             | RC Paris              | D1                    | 1           | 1           | -                     | -                     | 1     | 1     |
| 1958-1959             | RC Paris              | D1                    | 0           | 0           | -                     | -                     | 0     | 0     |
| 1959-1960             | RC Paris              | D1                    | 0           | 0           | -                     | -                     | 0     | 0     |
| 1960-1961             | LOSC                  | D2                    | 24          | 0           | 2                     | 0                     | 26    | 0     |
| 1961-1962             | RC Paris              | D1                    | 11          | 0           | -                     | -                     | 11    | 0     |
| 1962-1963             | CA Paris              | D2                    | 19          | 1           | 2                     | 2                     | 21    | 3     |
| 1963-1964             | n.c.                  | n.c.                  | -           | -           | -                     | -                     | 0     | 0     |
| 1964-1965             | AS Brignolaise        | n.c.                  | -           | -           | -                     | -                     | 0     | 0     |
| 1965-1966             | Angoulême CFC         | D2                    | 34          | 0           | 1                     | 0                     | 35    | 0     |
| 1966-1967             | Angoulême CFC         | D2                    | 18          | 1           | 8                     | 0                     | 26    | 1     |
| 1967-1968             | Angoulême CFC         | D2                    | 18          | 1           | 4                     | 0                     | 22    | 1     |
| Total sur la carrière | Total sur la carrière | Total sur la carrière | 125         | 4           | 17                    | 2                     | 142   | 6     |